# Marie-Béatrice de Baye
Marie-Anne-Béatrix Oppenheim de Chabert, o Marie-Béatrice de Baye o Baronne de Baye (pel seu marit) fou una poetessa francesa. Va néixer el 19 d'abril de 1859 a Constantinople i va morir el 3 de novembre de 1928 a Neuilly-sur-Seine.

## Biografia
Filla del baró Hermann Oppenheim, banquer a París (Oppenheim, Alberti & Cie) i cònsol general de Pèrsia i d'Antoinette de Chabert, es casà amb el baró Josep Berthelot de Baye, arqueòleg, el 6 de setembre de 1877 al 8è arrondissement de París.
Infermera voluntària durant la Primera Guerra Mundial, va ser nomenada Chévalier de la Légion d'honneur
,. Obtingué també la Croix de guerre, officier d'Académie, Dame de l'Ordre du Saint-Sépulcre.
La baronne de Baye va alertar la premsa i la ràdio després del saqueig del castell familiar pel príncep Guillem de Prússia,. Un article al diari El Matí del 29 de setembre de 1914 titula l'esdeveniment L'imperial lladre. El dirari L'express du Midi titula Kronprinz opère lui-même. Un gravat d'Eugène Courboin va il·lustrar-ho, amb el títol L'imperial cambrioleur..
L'obra de la baronne de Baye s'emmarca dins el corrent literari del Parnasse.
La seva filla, Yolande de Baye, l'any 1960 cedí el castell dels seus pares al pare Georges Blard, i, a través d'ell, a la comunitat catòlica a l'Oeuvre des Foyers de Charité instal·lats al Château de Baye.

## Obres
- Le clavecin (manuscrit del poema conservat al Musée royal de Mariemont, Belgique) ;
- Grisailles et pastels (Lemerre, 1896) ;
- Les heures aimées (Lemerre, 1900) ;
- L'âme brûlante (Perrin et Cie, 1905), per la qual obtingué un reconeixement de l'Académie française ;
- Le temple du rêve (Perrin et Cie, 1912) ;
- C'est la vie, c'est l'amour (Revue des indépendants, 1920).

## Posteritat
Alphonse Séché va escriure un article sobre la Baronne de Baye, amb alguns dels seus poemes.